# Chinese Taipei Ice Hockey League
Die Chinese Taipei Ice Hockey League (kurz CIHL; chinesisch 中華冰球聯盟) ist die höchste Eishockeyliga in der Republik China (Taiwan).

## Geschichte
Die Chinese Taipei Ice Hockey League wurde erstmals 2004 ausgetragen. Die Liga ist in zwei verschiedene Divisionen aufgeteilt. Während in der International Division die leistungsstärkeren Mannschaften antreten, in denen vor allem Ausländer aus Ländern mit langer Eishockeytradition spielen, kommen in der Open Division überwiegend einheimische Spieler zum Einsatz. 

## Saisonübersicht

### Seit 2010
- 2015/16: New Taipei Islanders
- 2014/15:
- 2013/14: Silver Monster
- 2012/13:
- 2011/12: Taipei Wolves
- 2010/11:

### International division
| Saison  | Meister | Vizemeister | 3. Platz | 4. Platz |
| ------- | ------- | ----------- | -------- | -------- |
| 2009-10 | Bears   | Tigers      |          |          |
| 2008-09 | Raptors | Wolves      |          |          |
| 2007-08 | Sharks  | Lions       | Tigers   | Wolves   |
| 2006-07 | Bears   | Tigers      | Lions    | Sharks   |
| 2005    | Sharks  | Bears       | Raptors  | Tigers   |
| 2004    | Raptors | Bears       | Rhinos   | Tigers   |

### Open division
| Season  | Meister  | Vizemeister | 3. Platz      | 4. Platz  |
| ------- | -------- | ----------- | ------------- | --------- |
| 2006-07 | Dragons  | Hornets     | Killer Whales | Leopards  |
| 2006    | Leopards | Hawks       | Killer Whales | Dragons   |
| 2004    | Hawks    | Lions       | Leopards      | Elephants |